# Schultzidia retropinnis
Schultzidia retropinnis är en fiskart som först beskrevs av Fowler, 1934.  Schultzidia retropinnis ingår i släktet Schultzidia och familjen Ophichthidae. Inga underarter finns listade i Catalogue of Life.